# Отакэ (Хиросима)
Отакэ (яп. 大竹市 О:такэ-си) — город в Японии, находящийся в префектуре Хиросима. Площадь города составляет 78,57 км², население — 28 038 человек (1 июля 2014), плотность населения — 356,85 чел./км².

## Географическое положение
Город расположен на острове Хонсю в префектуре Хиросима региона Тюгоку. С ним граничат города Хацукаити, Ивакуни и посёлок Ваки.

## Население
Население города составляет 28 038 человек (1 июля 2014), а плотность — 356,85 чел./км².
Изменение численности населения с 1980 по 2005 годы:
| 1980 | 36 075 чел. |  |
| 1985 | 34 760 чел. |  |
| 1990 | 33 236 чел. |  |
| 1995 | 32 850 чел. |  |
| 2000 | 31 405 чел. |  |
| 2005 | 30 279 чел. |  |

## Символика
Деревом города считается Ilex rotunda, цветком — Rhododendron indicum.